# Alton (Alabama)
Alton é uma comunidade não incorporada no condado de Jefferson, no estado norte-americano do Alabama.